# Cambodge aux Jeux olympiques d'été de 2004
Le Cambodge participe aux Jeux olympiques d'été de 2004 à Athènes. Il s'agit de leur 6e participation à des Jeux d'été.
La délégation cambodgienne, composée de 4 athlètes, termine sans médaille.